# Vilhelm Bornemann
 Der er flere personer med dette navn, se Wilhelm Bornemann.
Vilhelm Bornemann (født 20. september 1731 i Bergen, død 15. februar 1801) var en dansk generalauditør, søn af biskop Oluf Bornemann.

## Liv og gerning
Bornemann blev 1748 juridisk kandidat, 1753 auditør, 1757 Sekretær i Krigskancelliet, 1759 krigsråd, 1763 præsident i Inkvisitionskommissionen og titulær generalauditør, 1766 vicerådmand i København og meddirektør ved de danske Skuespil og 1767 overauditør. Den 18. februar 1758 blev han optaget i den københavnske frimurerloge St. Martin, han blev senere logemester i denne. Hans broder Christian Bornemann var også medlem af St. Martin.
1771 beskikkedes Bornemann af Johann Friedrich Struensee til politidirektør i København, men året efter blev han assessor i Højesteret og igen medlem af Direktionen for det kongelige Skuespilhus, i hvilken sidste stilling han forblev til 1778. 1773 udnævntes han til etatsråd og 1774 til virkelig generalauditør, i hvilken stilling han forblev til sin død, efter at han 1781 var blevet udnævnt til konferensråd.
I 1777 blev Bornemann medlem af Det kongelige danske Selskab for Fædrelandets Historie. 1778 blev han medlem af Kommissionen for Plejestiftelsen og 1786 af den store Landbokommission. Han blev 1762 gift med Thalia Storm (datter af toldskriver Anker Storm), der døde 1779. Bornemann interesserede sig levende for det danske teater, oversatte selv skuespil og opmuntrede andre dertil. Han roses også for sin dygtighed i den korte tid, han var politimester.